# Písečná, Frýdek-Místek
Písečná là một làng thuộc huyện Frýdek-Místek, vùng Moravskoslezský, Cộng hòa Séc.